# Scatella picea
Scatella picea är en tvåvingeart som först beskrevs av Walker 1849.  Scatella picea ingår i släktet Scatella och familjen vattenflugor. Inga underarter finns listade i Catalogue of Life.